# Hospital Mont Sinaí (Manhattan)

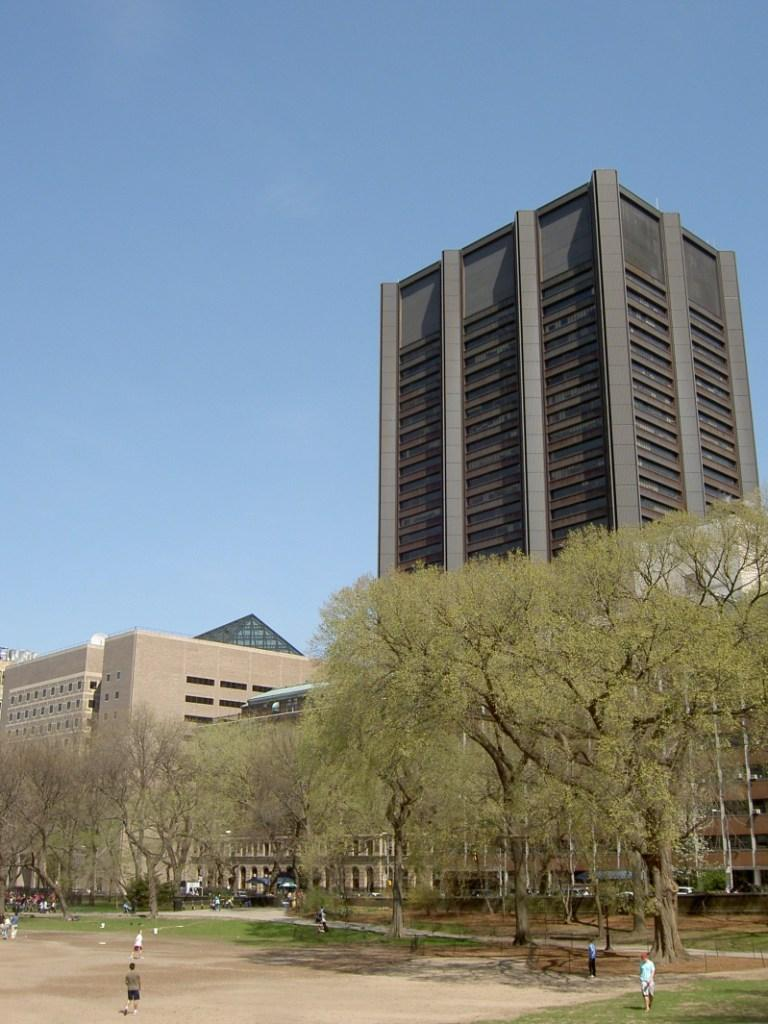
L'escola de Medicina de l'Mount Sinai Hospital, vista des de Central Park

L'Hospital Mont Sinaí (en anglès, Mount Sinai Hospital) és un hospital localitzat a la ciutat de Nova York, Estats Units. Fundat en 1852 per la comunitat jueva de Manhattan, l'hospital presta servei actualment als habitants de l'Upper East Side i de Harlem, respectivament, un dels barris més pròspers i un dels més deprimits, de Manhattan. Aquest fet provoca la mescla social que caracteritza l'hospital, que passa per ser un dels més cars i avançats del món, però al mateix temps disposa de nombrosos llits per a gent sense recursos.

## Personalitats
A l'hospital hi han treballat, entre molts altres professionals de gran talla, Jordi Casals i Ariet, epidemiòleg català de renom internacional, i Valentí Fuster Carulla, cardiòleg català també de renom internacional, com a director de l'àrea de cardiologia. A part d'això, en aquest hospital hi va néixer Liv Tyler.